# يوهانس بفيفيركورن
يوهانس بفيفيركورن (الاسم الأصلي جوزيف ؛ 1469، نورمبرج - 22 أكتوبر 1521، كولونيا) كان يهوديًا ألمانيًا ثم أصبح عالم لاهوت وكاتبًا كاثوليكيًا. كان بفيفيركورن يبشر بنشاط ضد اليهود وحاول تدمير نسخ من التلمود، وانخرط في معركة توزيع منشورات طويلة الأمد مع يوهان ريوتشلين.
وُلِد فيفركورن يهوديًا، ربما في نورمبرج، وعاش في نورمبرج وانتقل إلى كولونيا بعد سنوات عديدة من التجوال. بعد ارتكابه جريمة سرقة، سُجن وأُطلق سراحه في عام 1504. اعتنق المسيحية الكاثوليكية في عام 1505 وتم تعميده مع عائلته.
كان مقتنعًا بأن المصدر الرئيسي لعناد اليهود يكمن في كتبهم، فحاول الاستيلاء عليها وتدميرها. حصل من عدة أديرة دومينيكانية على توصيات من كونيغوند، أخت الإمبراطور ماكسيميليان، ومن خلال نفوذها على الإمبراطور نفسه. في 19 أغسطس 1509، أمر ماكسيميليان بطرد اليهود من ممتلكاته في ستيريا وكارينثيا وكارنيولا، وأمر اليهود بتسليم جميع الكتب المعارضة للمسيحية إلى بفيفيركورن؛ أو تدمير أي كتاب عبري باستثناء العهد القديم. بدأ بفيفيركورن أعمال المصادرة في فرانكفورت على نهر الماين، أو ربما ماغديبورغ؛ ومن ثم ذهب إلى فورمس، وماينتس، وبنغن، ولورش، ولانشتاين، ودويتس.